# Emmett Louis Till
Emmett Louis Till (Chicago, 25 de julho de 1941 – Montgomery, 28 de agosto de 1955) foi um garoto afro-americano que foi sequestrado, torturado e linchado aos 14 anos de idade na pequena cidade de Money, Mississipi, depois de ter sido acusado de ofender uma mulher branca, Carolyn Bryant. O brutal assassinato de Emmett, assim como o facto dos assassinos, Roy Bryant e J.W. Milam, terem sido absolvidos, gerou enorme repercussão nos Estados Unidos, contribuindo para o crescimento do movimento pelos direitos civis naquele país.
Seis décadas depois, Carolyn Bryant confessou que havia mentido. Uma matéria da revista Vanity Fair sobre o livro The Blood of Emmet Till (O Sangue de Emmet Till) revelou que Caloryn havia dito em uma entrevista em 2007 que mentira sobre o caso. Contudo, em seu livro de memórias, intitulado I Am More Than a Wolf Whistle, Carolyn negou que havia mudado sua história.

## Antecedentes
Emmett morava em Chicago, porém em 1955, havia sido enviado para a cidade de Montgomery, a fim de passar uns tempos com seu tio, Moses Wright. Em 24 de agosto daquele ano, o menino estava, juntamente com uns amigos, dentro de um mercado, quando supostamente assobiou para uma mulher branca de 21 anos, Carolyn Bryant. Os fatos do que aconteceu na loja ainda são controversos e existem relatos, ainda, de que Till teria dito "bye, baby" antes de deixar o local.
Carolyn Bryant contou tudo para as pessoas sobre o acontecido na loja e os boatos se espalharam rapidamente. Quando o marido de Carolyn, Roy Bryant, retornou de uma viagem e alguns dias depois foi informado sobre o incidente, ficou furioso. Até o primo de Emmett, Wheeler Parker Jr., que estava com ele na loja, confirmou o assobio do garoto, mas alegou que não haviam feito nada para a mulher. O primo falou sobre Emmett: "ele adorava brincadeiras, adorava divertir, adorava piadas (...)". Porém, as piadas do menino, engraçadas em Chicago, no norte dos EUA, não tinham a mesma conotação no Alabama, um lugar marcado pela segregação e preconceito racial.

## O Crime

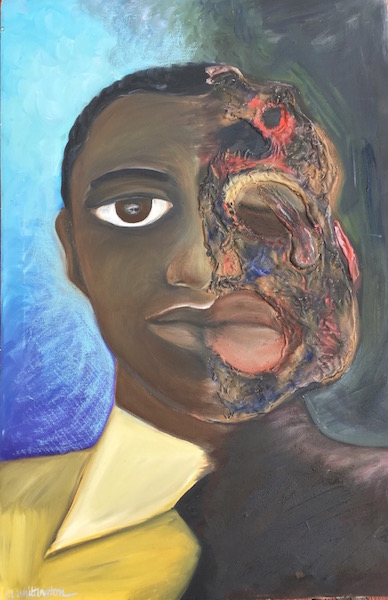

O assassinato ocorreu no dia 28 de agosto, quando Roy Bryant e seu meio-irmão, JW Milam, pegaram o carro com Carolyn e outra pessoa cuja identidade nunca foi confirmada com o intuito de, de acordo com suas palavras, "ensinar ao menino uma lição". Eles dirigiram-se à casa do reverendo Wright, tio de Emmett, onde este estava hospedado, identificaram o menino e o pegaram. Os homens colocaram-no na parte traseira de uma caminhonete e, segundo testemunhas, o levaram para um galpão em uma plantação na cidade vizinha, Sunflower County, onde espancaram, arrancaram-lhe um olho e em seguida atiraram nele. Um descaroçador de algodão de 32 quilos foi amarrado ao pescoço de Till com arame farpado para fazer peso no corpo, que foi lançado no rio Tallahatchie perto de Pasadena, Mississippi, outra pequena cidade ao norte de Montgomery.
O menino ficou desaparecido, até que o corpo inchado e desfigurado foi encontrado no rio Tallahatchie três dias após seu sequestro. Depois que o corpo foi recuperado, os irmãos assassinos e a polícia tentaram convencer a população de que não era Till, dizendo que ele estava em Chicago e que era outra a pessoa encontrada. A identificação do corpo era muito difícil devido aos espancamentos e lesões, mas ele foi identificado graças a um anel que usava e tinha sido de seu pai, e que sua mãe havia dado a ele no dia anterior à viagem para a casa de seu tio. Os irmãos Bryant foram acusados oficialmente pelo desaparecimento do menino e foram presos no início de setembro daquele ano.

## Funeral
Após o corpo de Till ser achado desfigurado e parcialmente decomposto, ele foi colocado em um caixão de pinho para ser enterrado, mas sua mãe, Mamie Till-Bradley, queria que o corpo voltasse para Chicago e se recusou a permitir o enterro.
Já em Chicago, o caixão não podia ser aberto, visto a situação do corpo, no entanto o foi, após muita insistência da mãe de Emmett. Depois de ver o corpo, ela também insistiu em deixar o caixão aberto para o funeral, permitindo que as pessoas tirassem fotos e vissem como fizeram mal a seu filho. Ela é citada como tendo dito: "eu quero que o mundo veja o que fizeram com meu bebê".

## Julgamento
O julgamento dos acusados começou em 19 de setembro de 1955, 22 dias após o assassinato. Moses Wright, tio de Emmett, foi uma das principais testemunhas convocadas a depor. Levado pelo promotor Gerald Chatham, apontou para um dos assassinos suspeitos e identificou o homem que havia matado seu sobrinho. Em 23 de setembro, numa sessão de apenas 67 minutos, o júri absolveu os acusados. A absolvição deixou todos indignados, provocando o aumento significativo do Movimento pelos Direitos Civis.
Após o julgamento, a revista Look pagou a JW Milam e Roy Bryant US$ 4.000 para que contassem a verdadeira história. Sabendo que não poderiam ser julgados novamente, os irmãos confirmaram o crime e afirmaram não ter tido escolha diante da situação, aprisionando e espancando Emmett.
Em 10 de maio de 2004, os Estados Unidos, através do Departamento de Justiça, anunciaram a reabertura do caso para determinar se qualquer outra pessoa, além de Milam e Bryant, estavam envolvidos. Como nenhuma autópsia havia sido realizada em Till, seu corpo foi exumado em 31 de maio de 2005 no subúrbio de Chicago, no cemitério onde estava enterrado. O corpo foi enterrado novamente por parentes em 4 de junho e foi positivamente identificado como sendo mesmo Emmett Till.